# Boja očiju
Boja očiju je poligenska osobina i određuje se prema količini i vrsti pigmenta u šarenici oka. Ljudi i životinje imaju mnogo fenotipskih varijacija u bojama očiju. Varijacije boja u ljudskim očima pripisuju se različitoj razini melanina kojeg proizvode melanociti u šarenici. Svijetlo obojene oči mnogih ptičjih vrsta su u velikoj mjeri određene prema drugim pigmentima, kao što su pteridini, purini i karotenoidi. 
Tri glavna elementa unutar šarenice doprinose boji: melanin u pigmentnom epitelu šarenice, melanin unutar strome šarenice i stanična gustoća strome šarenice. U očima svih boja, pigmentni epitel šarenice sadrži crni pigment, melanin. Varijacije boja među različitim šarenicama su obično određene sadržajem melanina unutar strome šarenice. Gustoća stanica u stromi utječe na to koliko svjetlosti će apsorbirati temeljni pigmentni epitel. OCA2 genski polimorfizam, blizu proksimalne 5 'regulatorne regije, objašnjava većinu varijacija u boji ljudskih očiju. 

## Genetske odrednice boje očiju
Boja očiju se kreće od uobičajene smeđe do najrjeđe plave i zelene boje. Rijetke genetske mutacije mogu dovesti do neobične boje očiju: crne, crvene, ili ljubičaste. Boja očiju je nasljedna poligenska osobina. Geni su pronađeni koristeći poveznice malih promjena u samom genu i u susjednim genima. Te promjene su poznate kao pojedinačni nukleotidni polimorfizmi (single nucleotide polymorphismus ili SNPs). Stvarni broj gena koji pridonose boji očiju nije poznat, no postoji ih nekoliko koji se smatraju odgovornim. Studija iz 2009. godine utvrdila je da je bilo moguće predvidjeti boju očiju u Rotterdamu s više od 90% za točnost smeđe i plave boje, koristeći samo šest SNPs (iz šest gena). Gen OCA2 (Ime gena je izvedeno iz poremećaja kojeg uzrokuje, okulokutani albinizam tipa II.) u jednoj od svojih varijantnih formi gena uzrokuje ružičastu boju očiju i hipopigmentaciju u albinizmu. Razni SNPs unutar OCA2 su čvrsto povezani s plavim i zelenim očima, kao i varijacijama u boji kose i kože. Polimorfizmi mogu biti u OCA2 regulatornoj sekvenci, gdje mogu utjecati na izražaj genskog produkta, što opet utječe na pigmentaciju. Specifična mutacija unutar gena HERC2, koji reguliraju ekspresiju OCA2, dijelom je odgovorna za plavu boju očiju. Drugi geni odgovorni za varijacije boja očiju su: SLC24A4, Tyr. Plave oči sa smeđom mrljom, zelene oči i sive oči su uzrokovane sasvim drugim dijelom genoma. Kao što je Eiberg rekao: "Utvrđeno je da je SNP rs12913832 [od Herc2 gena] povezan sa smeđom i plavom bojom očiju, ali pojedinačne DNA varijacije ne mogu objasniti sve varijacije smeđe boje očiju od tamno smeđe preko boje lješnjaka do plavih očiju sa smeđim točkama." 

## Klasifikacija boja
Boja šarenice može pružiti veliku količinu informacija o pojedincu, a klasifikacija različitih boja može biti korisna pri dokumentiranju patoloških promjena ili određivanju kako osoba može odgovoriti na različite oftalmološke lijekove. Različiti klasifikacijski sustavi su u rasponu od osnovne "svijetle "ili" tamne" boje. Drugi su pokušavali postaviti objektivne standarde za usporedbu boje. Kako percepcija boja ovisi o uvjetima vidljivosti (npr. količini i vrsti rasvjete) tako je i za percepciju boje očiju. Boja očiju postoji na kontinuumu od najtamnijih nijansi smeđe do najsvjetlijih nijansi plave. Zbog potrebe za standardiziranim klasifikacijskim sustavom koji je jednostavan, a ipak dovoljno detaljan za istraživačke svrhe, Seddon et al je razvila skalu na temelju predominantne boje šarenice i količini prisutnog smeđeg ili žutog pigmenta. Postoje tri prave boje u očima koje određuju izgled: smeđa, žuta i plava. Boju oka određuje to koliko od svake boje pojedinac posjeduje. Na primjer, zelene oči imaju plavu i nešto žute, što ih se čini zelenim. Smeđe oči su smeđe jer većinom sadrže smeđu boju. Spomenuto vrijedi za Homo sapiense, a boje šarenica mogu se razlikovati u životinjskom svijetu. Umjesto plave kod ljudi, autosomno recesivna boja u vrstama Corucia zebrata (solomonski veliki rovaš) je crna boja, dok je autosomno dominantna boja žuto-zelena.

## Promjene boje očiju tokom života
Djeca su najčešće rađaju s nepigmentiranim (plavim) očima. Kako se dijete razvija, melanociti, stanice u šarenici ljudskog oka (kao i kože) polako počinju proizvoditi melanin. Melanociti neprekidno proizvode pigment, pa se boja očiju, teoretski, može mijenjati. Promjene (posvjetljenje ili tamnjenje) boje očiju tijekom puberteta, ranog djetinjstva, trudnoće, a ponekad i nakon teških trauma (poput heterokromije), predstavlja razlog za vjerodostojan argument kako se neke oči mogu promijeniti, na temelju kemijske reakcije i hormonske promjene unutar tijela. Studije na jednojajčanim blizancima pokazale su da boja očiju tijekom vremena može biti podložna promjeni, i velika demelanizacija šarenice također može biti genetski određena. Većina promjena boje očiju bile su opažene ili prijavljene kao "lješnjak" boja očiju. 
Karta boja očiju (Martin Schultz-skala) 
Carleton Coon stvorio je shemu prema Martin Schultz-skali koja se često koristi u fizičkoj antropologiji. 

### I. Svijetle oči
- svijetlo - siva, plava, zelena.
- svijetlo-mješovita:

a) jako svijetlo mješovita (plavo sa sivim ili zelenim ili zeleno sa sivim), 
b)svijetlo mješovita (svijetlo ili vrlo svijetlo mješovita s malim djelom smeđeg pigmenta). 
Svijetle i svijetlo–mješovite oči su 16-12 na Martin Schultz skali.

### II. Mješovita boja očiju
- 12-6 na Martin Schultz skali, mješavina svijetlih očiju (plave, sive ili zelene) sa smeđim pigmentom u jednakom omjeru. Neke od miješanih očiju prihvaćene su kao svijetlo-pigmentirane oči.

### III. Tamne oči
- tamno-mješovita - (lješnjak boja) [6-4 Martin u mjerilu] smeđe s malom primjesom svijetlog pigmenta.
- tamne - [4-1 Martin u mjerilu] smeđa (svijetlo smeđa i tamno smeđa) i vrlo tamno smeđa (crna).

## Boja jantara
Jantarne oči imaju jednoliku boju i jaku žućkastu /zlatno-hrđastu / bakrenastu nijansu. To bi moglo biti zbog odlaganja žutog pigmenta zvanog "lipokrom" u šarenicu (također se nalazi u zelenim i ljubičastim očima).  Jantarna boja očiju ne bi trebala biti zamijenjena s bojom lješnjaka, iako oči boje lješnjaka mogu sadržavati dijelove jantarne ili zlatne boje, one obično imaju tendenciju da obuhvaćaju mnoge druge boje, uključujući i zelene, smeđe i narančaste boje. Osim toga, oči boje lješnjaka mogu se pojaviti na promjenu u boji i sastoje se od mrljica boja; a jantarne oči su od solidne zlatne nijanse. 
Oči nekih golubova sadrže žuti fluorescentni pigment poznat kao pteridin. Sove imaju svijetlo-žute oči zbog prisutnosti na pteridinskog pigmenta ksantopterina unutar određenih kromatofora (xanthophore) u stromi šarenice. Smatra se da je kod ljudi prisutne žućkaste mrljice ili zakrpe zbog pigmenta lipofuscina, poznatog još i kao lipokrom.

## Plava boja
Plave oči sadrže nisku količinu melanina unutar strome šarenice; duže valne duljine svjetla apsorbira pigmentni epitel šarenice, a kraće valne dužine se reflektiraju i podliježu Rayleighovom raspršenju. Nasljeđivanje plave boje očiju je recesivna osobina, ali i poligensko svojstvo (što znači da na njega utječe nekoliko gena, a ne samo jedan). Eiberg i kolege pokazali su u istraživanju objavljeno u Human Genetics da mutacije u 86. intronu HERC2 gena, što je pretpostavljeno da ima interakciju s OCA2 gen promotorom, smanjena je ekspresija OCA2 s naknadnim smanjenjem proizvodnje melanina. Autor je zaključio da je mutacija mogla nastati u pojedincu na Bliskom Istoku ili oko crnomorske regije prije 6000-10000 godina tijekom neolitske revolucije, možda sugerirajući da su svi ljudi s čisto plavom bojom očiju usko povezani. Međutim, plave oči sa smeđim pjegama oko zjenice nisu povezane s ovom mutacijom. 
Pojava plavih očiju je najčešća u sjevernoj i središnjoj Europi te u manjoj mjeri u Južnoj Europi i Sjevernoj Americi, a također su nađene i u dijelu Sjeverne Afrike, zapadne i južne Azije. Studija iz 2002. pronašla je prevladavanje plave boje očiju među bijelcima u Sjedinjenim Američkim Državama u 33,8% rođenih od 1936. do 1951. u usporedbi s 57,4% rođenih od 1899. do 1905. 
Plave oči su postale rijetkost među djecom u SAD-u, pojavnost je kod jednog djeteta na njih šest, odnosno 16% stanovništva SAD ima plave oči. U prošlom stoljeću 80% ljudi sklapalo je brak unutar svoje etničke grupe. 1930-ih, eugenetičari su koristili nestanak plave boje očiju za zabranu imigracije. Oni su išli tako daleko radeći karte dijelova zemlje s najvišim i najnižim postotkom plavookih ljudi.

## Smeđe oči
Smeđe oči prevladavaju među ljudima i, u mnogim populacijama, ona je (s rijetkim izuzecima) jedina boja šarenice. Manje je učestala u zemljama u okolici Baltičkog mora te u Skandinaviji. Kod ljudi, smeđe oči sadrže u stromi šarenice velike količine melanina, koji služi za apsorpciju svjetlosti, posebno kraće valne dužine. Smeđe oči su najčešća boja očiju, prisutne kod više od pola svjetske populacije. Također su najdominantniji gen za boju očiju. Jako tamno smeđa šarenica može se zamijeniti s crnom.

## Sive oči
Sive oči imaju manje melanina od plavih očiju, iako su smatrane za nijansu tamnijim od plavih (kao plavo-zelena). Sive oči su uobičajene u europskom dijelu Rusije, Finskoj i Baltičkim državama. Sive oči sadrže male količine žute i smeđe boje u šarenici. Postoje najmanje dvije stvari koje bi mogle odrediti sivu boju očiju, količina proizvedenog melanina i gustoća bjelančevina u stromi.
Siva šarenica može biti naznaka prisutnosti uveitisa. Međutim, drugi vizualni znakovi upućuju na uveitis. Siva boja šarenice, kao i plava, imaju povećan rizik od nastanka melanoma uvee. 
Vizualno, sive oči često imaju tendenciju izmjene između tonova plave, zelene i sive, a to je zato što su sive oči vrlo svijetle. Promjena boje sivih očiju je pod utjecajem osvjetljenja i boja u okruženju (kao što je odjeća, šminka, itd.). 
Grčka boginja Atena je slavna zbog "morsko-sive" boje očiju. 

## Zelene oči
Zelene oči su proizvod niske do umjerene količine melanina i vjerojatno predstavljaju interakciju višestruke varijante unutar OCA2 i drugih gena, uključujući možda i gen za crvenu boju kose. Zelene oči su najučestalije u Sjevernoj i Centralnoj Europi. Ponekad se mogu naći u dijelu Zapadne i Južne Azije i Sjeverne Afrike. Studija s odraslim Islanđanima i Nizozemcima pokazuje da zelene oči prevladavaju u žena. Skoro 92% stanovništva Islanda ima zelenu ili plavu boju očiju. Kod Amerikanaca bijele rase, zelene oči su najčešće među onima s keltskim i germanskim precima, a to je njih oko 16 posto. 

## Boja lješnjaka
Oči boje lješnjaka nastaju zbog kombinacije Rayleighovog raspršenja i dosta velike količine melanina u prednjem graničnom sloju šarenice. Čini se da oči boje lješnjaka mogu mijenjati boju od svijetlo smeđe do srednje zlatno – tamnozelene boje. Studije svrstavaju ovu boju između najsvjetlije nijanse plave i najtamnije smeđe. To ponekad može proizvesti višebojnu šarenicu, odnosno, svijetlo smeđa boja okolo zjenice i ugljen ili jantar / tamnozeleno na vanjskom dijelu šarenice (i obrnuto) kada se promatraju na sunčevoj svjetlosti. Oči boje lješnjaka obično se nalaze u Europi, nekim dijelovima Srednjeg istoka, Sjeverne Amerike, dijelovima srednje i južne Azije.
Definicije za lješnjak boju čiju se razlikuju: ona se ponekad smatra sinonimom za svjetlo-smeđu i zlatnu boju očiju.  U Sjevernoj Americi, "lješnjak" se često koristi za oči čija boja je sklona mijenjanju.

## Crvena boja
Oči osoba s albinizmom mogu izgledati crveno pod određenim svjetlosnim uvjetima zbog vrlo niske količine melanina. "Prave" crvene oči također postoje u albina pa čak i kod ne-albino populacije, ali su vrlo rijetke. U cijelom svijetu je poznato samo oko 20 slučajeva prirodno crvene boje očiju.

## Plava - ljubičasto
Ljubičasta boja očiju nastaje miješanjem crvenih i plavih odbljesaka. Neki ljudi s albinizmom imaju ljubičaste oči. Ljubičaste oči su genetski slične plavim očima, odnosno, one su odraz, pigment, ili varijanta plave boje.
Svega 2% stanovništva ima pigmentaciju tamno plavih do ljubičastih očiju. Tamno plave i ljubičaste oči su izuzetno rijetke, neki ljudi su i dalje uvjereni da je nemoguće imati ljubičasto plave obojene oči, iako se ljubičasta boja smatra prilično jedinstvena kao i plava. Kada se raspravlja o bojama očiju, vrlo malo ljudi posjeduje ove dvije rijetke boje.

## Medicinske implikacije
Ljudi sa svjetlijom bojom šarenice mogu imati višu prevalenciju senilne makularne degeneracije (ARMD) i bržu progresiju bolesti od onih s tamnijom bojom šarenice. Povećan rizik za nastanak melanoma uvee je prisutan u ljudi plavim, zelenim ili sivim bojama šarenica.
Boja očiju može označavati simptom bolesti. Žuta boja bjeloočnice povezan je sa žuticom i drugim bolestima jetre, uključujući cirozu, hepatitis i malariju. 

## Patološka stanja

### Pompei
Pompei je kongenitalno stanje karakterizirano nerazvijenom šarenicom koje se čini potpuno odsutna pri površnom pregledu.

### Očni albinizam i boja očiju
Normalno postoji debeli sloj melanina na stražnjem dijelu šarenice. Čak i ljudi s najsvjetlijom nijansom plavih očiju, bez melanina na prednjoj strani šarenice, imaju tamno smeđu obojenost na stražnjoj površini šarenice kako bi se spriječilo rasipanje svjetlosti unutar oka. U blažim oblicima albinizma, boja šarenice je obično plava, ali može varirati od plave do smeđe. U teškim oblicima albinizma, nema pigmenta na stražnjem dijelu šarenice, a svjetlost izvana slobodno može proći kroz šarenicu. U takvim slučajevima, samo se vidi crvena boja hemoglobina u krvi kapilara šarenice. Ti ljudi imaju ružičastu boju očiju kao albino zečevi, miševi, ili bilo koja druga životinja s potpunim nedostatakom melanina. Greške transiluminacije mogu gotovo uvijek biti promatrane tijekom očnog pregleda zbog nedostatka pigmentacije šarenice. Kod očnog albinizma također nema normalne količine od melanin u mrežnici, kao i, što omogućuje više svjetlosti nego je to normalno, da bi se odbije od mrežnice i izađe iz oka. Zbog toga je pupilarni refleks puno jači kod albinizma, a to može povećati efekt crvenih očiju na fotografijama.

### Heterokromija
Heterokromija je stanje u kojem je jedna šarenica različite boje od druge šarenice (kompletna heterokromija), odnosno gdje je dio jedne šarenice različite boje od ostatka (djelomična heterokromija). Rezultat je relativnog viška ili manjka pigmenta unutar cijele ili dijela šarenice, koji može biti nasljedan ili stečen (bolesti ili povrede). To neobično stanje je obično rezultat zbog neravnomjernog sadržaja melanina. Postoji velik broj uzroka, uključujući i genetiku kao što su himerizam, Hornerov sindromo i Waardenburgov sindrom. Trauma i neki lijekovi, poput analoga prostaglandina mogu uzrokovati povećanu ili smanjenu pigmentaciju u jednom oku. Također dva različito obojena oka mogu bit posljedica krvarenja u šarenicu zbog ozljede.

### Promjene boje čiju
Novorođenčad često ima plave oči, koje se mijenjaju u zelenu, lješnjak, svjetlo smeđu ili tamno smeđu boju. To je vjerojatno podrijetlo engleskog idioma "biti plavook" (tj. naivan; lakovjeran). Misli se da izloženost svjetlosti nakon rođenja aktivira proizvodnju melanina u šarenici oka. Do treće godine oko proizvede i pohrani dovoljnu količinu melanina. Iako su promjene boje očiju češće kod dojenčadi, mogu se vidjet i u odraslih, najčešće kao posljedica izlaganja suncu. Sunčeva svjetlost aktivira proizvodnju melanina u oku, kao što to čini i u koži. Očne kapi za liječenje glaukoma otvorenog kuta, a sadrže analoge prostaglandina (latanoprost), mogu rezultirat trajno zatamnjenom šarenicom. 